# Corrado Lorefice
Corrado Lorefice (Ispica, 12 d'octubre de 1962) és un religiós i arquebisbe italià. Va ser ordenat sacerdot el 30 de desembre de 1987. Fou nomenat arquebisbe de Palerm el 27 d'octubre de 2015.

## Obra
- Gettate le reti: itinerario parrocchiale di preghiera per le vocazioni, Milan : Edizioni Paoline, 2004 ISBN 88-315-2602-2
- Dossetti e Lercaro: la Chiesa povera e dei poveri nella prospettiva del Concilio Vaticano II, Milan : Edizioni Paoline, 2011, ISBN 978-88-315-4003-2
- La compagnia del Vangelo: discorsi e idee di don Pino Puglisi a Palermo, Reggio Emilia, San Lorenzo, 2014 ISBN 978-88-8071-228-2